# Famille Mangeot
Pour les articles homonymes, voir Mangeot.
Cette page explique l’histoire ou répertorie les différents membres de la famille Mangeot.

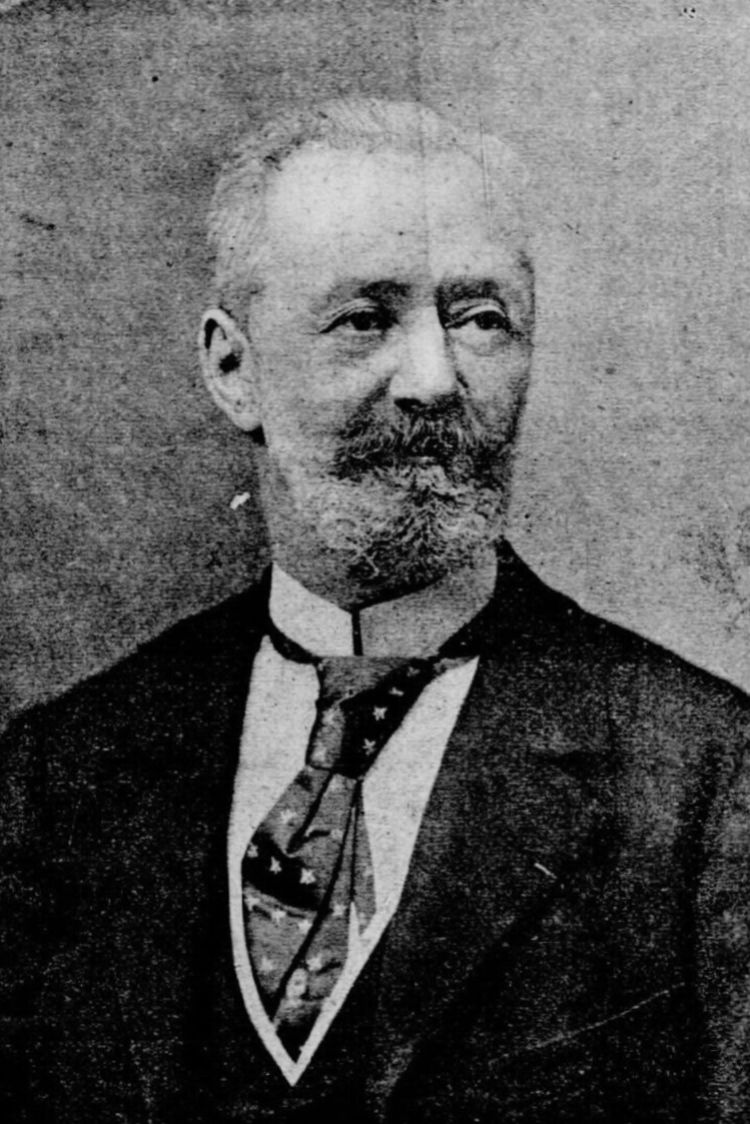
Édouard Mangeot (1835-1898)

La famille Mangeot est une célèbre famille française de facteurs de pianos, d'instrumentistes et de critiques musicaux, originaire de Nancy en Meurthe-et-Moselle et établie à Paris à partir de 1880.

## Origine
Au XVIIIe siècle, André Mangeot était marchand épicier à Nancy, marié à Marie-Rose Cheulet qui lui donne pour fils :
- Pierre-Hyacinthe Mangeot, né le 3 décembre 1808 à Nancy où il meurt le 14 juin 1862, qui développe avec ses trois enfants une société de fabrication de pianos et de pianos à queue : Mangeot (pianos) (de). De son mariage avec Jeanne Caye, fille de Joseph Caye, charpentier à Nancy, et de Marguerite Neubel, il a laissé deux fils et une fille :
  - Alfred Mangeot (Nancy 1831-Paris 1889), industriel, facteur de pianos, marié le 5 juillet 1858 à Schirmeck avec Amélie-Caroline Delarue, fille de Charles-Joseph Delarue, directeur de filature à Vieux-Thann et de Thérèse Girol. Ils eurent cinq enfants dont :
    - Jeanne Mangeot (Nancy 1855) mariée le 7 décembre 1878 à Nancy avec Lucien Comettant, fils d'Oscar Comettant (1819-1898), compositeur de musique, musicologue, et d'Eulalie Cade (1826-1898), professeur de chant, officier d'académie. Sa belle-sœur Blanche Comettant (1856) était mariée avec Ernest Lavigne (1845-1881), historien de l'anarchisme russe. Charles Gounod est témoin au mariage, il fait jouer pour la cérémonie à la cathédrale de Nancy son Ave Maria et Le ciel a visité la terre ;
    - Louise Mangeot (Nancy 1864-1899), mariée le 8 juillet 1886 à Paris avec Édouard Delpech de Frayssinet (1853-1917) ;

  - Édouard Joseph Mangeot (Nancy 1835-Paris 1898), facteur de piano et fondeur, chevalier de la Légion d'Honneur, marié le 7 février 1868 avec Léa-Marie-Jeanne-Christine Lapoulle (1846). Ils eurent six enfants :
    - Madeleine Mangeot (Nancy 1869 - St Germain en Laye 1909), professeure de français, mariée avec Arthur Dandelot, critique musical, cofondateur en 1889 avec son beau-frère Auguste Mangeot de la revue Le Monde musical, parents de :
      - Georges Dandelot (1895-1975), compositeur de musique et pédagogue ;
      - Maurice Dandelot (1897-1964), critique musical, imprésario ;
      - Jacques Dandelot (1901-1980) ;

    - Pierre Mangeot ;
    - Auguste Mangeot (Nancy 1873-1942), pianiste, fondateur de la revue Le monde musical ;
    - Jérémy Mangeot ;
    - Jenny-Pauline-Stéphanie Mangeot (Nancy 1874-1964) ;
    - André Louis Mangeot (Paris 1883-Londres 1970), violoniste ;

  - Jeanne Mangeot (Nancy 1845), célibataire, participe avec ses frères à l'entreprise de pianos.

## Histoire
Pierre Mangeot, facteur de pianos à Nancy, est honoré d'une médaille d'argent aux expositions de Nancy de 1833 et 1836 et d'une médaille d'or à l'exposition de 1843.
En 1862, le jury de l'Exposition universelle de Londres décerne la Prize medal aux pianos de MM. Mangeot Frères.
Les deux frères deviennent importateurs exclusifs de pianos selon le système Steinway & Sons de New-York.
En 1878, les frères Mangeot participent à la troisième Exposition universelle de Paris où ils présentent deux productions extraordinaires :

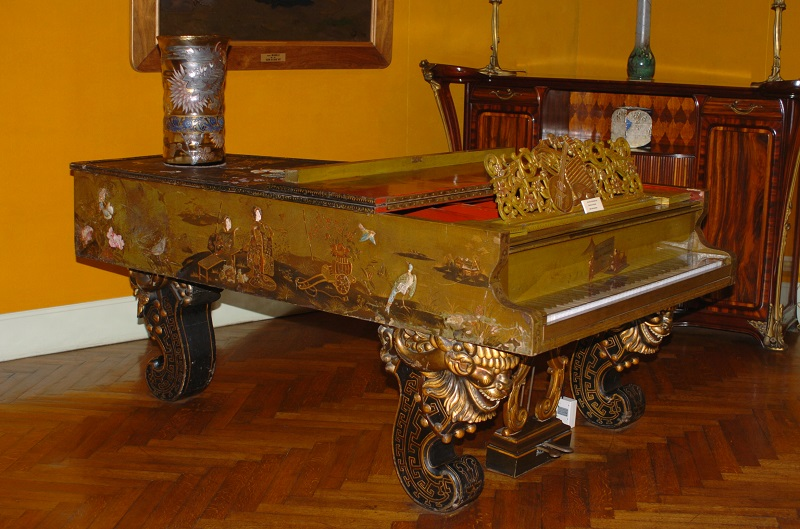
Piano Mangeot Frères et Cie décoré par Majorelle (1878) au musée de l'École de Nancy

- L'une est un piano à queue dessiné par Auguste Majorelle, célèbre artiste de l'École de Nancy, dont le décor est réalisé en peinture laquée à la manière des frères Martin et se compose de motifs mêlant les références chinoises (chiens de Fô des pieds) et japonaises (femmes en kimono). Il est signé au-dessus du clavier : "Pianos Franco-Américains / Mangeot Frères et Cie / Décoré par / Majorelle Nancy". Fabriqué à neuf exemplaires, l'un d'eux est conservé au musée de l'École de Nancy[2].
- L'autre est un piano à deux claviers renversés selon une idée due à Józef Wieniawski (1837-1912), professeur au Conservatoire royal de Bruxelles, qui leur permet d'obtenir une médaille d'or. Cet instrument spectaculaire réunit deux pianos à queue superposés de façon que la corde la plus grave du premier se trouve vis-à-vis de la plus aiguë du second. Comme on est en présence de deux pianos indépendants, servis chacun par deux pédales, on obtient une double sonorité « avec une pureté d'harmonie parfaite, pureté qui laisse si souvent à désirer sur notre piano ordinaire », précise Juliusz Zarębski. La première présentation publique de la nouvelle invention a lieu à Paris le 10 mai 1878 dans les salons de l'Institut musical, avenue de l'Opéra, devant un auditoire composé des principales personnalités musicales : Camille Saint-Saëns, Charles-Valentin Alkan, Jules Massenet, Victor Massé, Charles Gounod, Antoine-François Marmontel, Léo Delibes, Oscar Comettant, etc.[3].

La famille Mangeot quitte Nancy vers 1880 pour rejoindre Paris et s'installe au 334 rue Saint-Honoré. Leur aventure parisienne sera de courte durée en raison de la mort inattendue, tout d'abord d'Alfred Mangeot en 1889 à 58 ans, suivie par celle d'Édouard Mangeot en 1898. La société Mangeot n'existait plus en 1900.

## Principales personnalités
- Édouard Mangeot (ru) (1835-1898), facteur de pianos et cocréateur de la revue Le Monde musical ;
- Auguste Mangeot (1873-1942), pianiste, critique musical, fondateur avec Arthur Dandelot de la revue Le Monde musical et en 1919 avec Alfred Cortot de l'École normale de musique de Paris ;
- Victor Mangeot, auteur de compositions pour piano comme Isabellle, de Léonie, grande valse brillante pour piano, Paris, Heugel, ca 1850 ;
- André Mangeot (1883-1970), violoniste, ayant longtemps vécu en Grande-Bretagne.